# Keys to Ascension
Pour les articles homonymes, voir Ascension.
Albums de Yes
Talk
(1994) Something's Coming: The BBC Recordings 1969–1970
(1997)
Keys to Ascension est un album double de Yes, sorti le 28 octobre 1996. 
Il s'agit d'un album hybride. En effet, sept des neuf titres de l'album ont été enregistrés lors d'une série de concerts donnés au Fremont Theatre de San Luis Obispo, Californie, les 4, 5 et 6 mars 1996, dans des conditions proches de celles d'un album studio. Ces performances ont également été filmées et publiées dans une vidéo live éponyme. Les deux dernières pièces, Be the One et That, That Is, sont de nouvelles chansons enregistrées en studio en novembre 1995 puis finalisées au printemps 1996. 
L'autre volume, Keys to Ascension 2, est conçu de la même manière avec des chansons live et d'autres en studio avec la même formation et est paru en 1997.
Keys to Ascension s'est classé 48e au UK Albums Chart et 99e au Billboard 200.

## Titres
| 1. | Siberian Khatru                                  | Jon Anderson, Steve Howe, Rick Wakeman            | 10:16 |
| 2. | The Revealing Science of God (Dance of the Dawn) | Anderson, Chris Squire, Howe, Wakeman, Alan White | 20:31 |
| 3. | America                                          | Paul Simon                                        | 10:28 |
| 4. | Intro: Unity / Onward                            | Howe / Squire                                     | 5:40  |
| 5. | Awaken                                           | Anderson, Howe                                    | 18:29 |

| 1. | Roundabout | Anderson, Howe                | 8:30  |
| 2. | Starship Trooper (Life Seeker / Disillusion / Würm)                                                                          | Anderson, Squire, Howe        | 13:06 |
| 3. | Be the One (The One / Humankind / Skates)                                                                                    | Anderson, Squire, Howe        | 9:50  |
| 4. | That, That Is (Togetherness / Crossfire / The Giving Things / That Is / All in All / How Did Heaven Begin? / Agree to Agree) | Anderson, Howe, Squire, White | 19:15 |

## Musiciens
Selon le livret accompagnant l'album :
- Jon Anderson : chant, harpe, guitares
- Steve Howe : guitares, guitare pedal-steel, basse 5 cordes sur Be The One, chœurs
- Chris Squire : basse, basse Piccolo sur Be The One, chœurs
- Rick Wakeman : claviers
- Alan White : batterie, chœurs